# كليف ديونغ
كليف ديونغ (بالإنجليزية: Cliff DeYoung)‏ مواليد 12 فبراير 1945 في لوس أنجلوس، هو ممثل أمريكي ظهر في قرابة 80 فيلما.

## الأعمال
- هاري وتونتو
- المجد
- بري

## روابط خارجية
- كليف ديونغ على موقع IMDb (الإنجليزية)
- كليف ديونغ على موقع روتن توميتوز (الإنجليزية)
- كليف ديونغ على موقع ألو سيني (الفرنسية)
- كليف ديونغ على موقع ميوزك برينز (الإنجليزية)
- كليف ديونغ على موقع أول موفي (الإنجليزية)
- كليف ديونغ على موقع قاعدة بيانات برودواي على الإنترنت (الإنجليزية)
- كليف ديونغ على موقع قاعدة بيانات الأفلام السويدية (السويدية)
- كليف ديونغ على موقع إن إن دي بي (الإنجليزية)
- كليف ديونغ على موقع ديسكوغز (الإنجليزية)
- كليف ديونغ على موقع قاعدة بيانات الفيلم (الإنجليزية)